# Тистамаа (селище)
Ти́стамаа (ест. Tõstamaa alevik) — селище в Естонії, у повіті Пярнумаа, адміністративний центр волості Тистамаа.

## Населення
Чисельність населення на 31 грудня 2011 року становила 483 особи.

## Географічне положення
На північ від Тистамаа лежить озеро Ермісту (Ermistu järv). Із озера через селище тече річка Тистамаа (Tõstamaa jõgi), яка впадає в Ризьку затоку. У 1991 році в селищі на річці Тистамаа була побудована загата, що утворила штучне озеро (Tõstamaa paisjärv).
Від Тистамаа починається автошлях 131 (Каллі — Тистамаа — Вяраті). Через селище проходить дорога 101 (Аудру — Тистамаа — Нурмсі).

## Історія
У 1961 році в Пярнуськом районі був створений новий радгосп, правління якого містилось у Тистамаа. 1978 року площа земель радгоспу складала 14 700 га. У 1985 році радгосп був об'єднаний з колгоспом «Пярнуський рибалка».

## Історичні пам'ятки

### Маєток Тистамаа
Миза Тистамаа вперше згадується в документах, датованих 1553 роком, під німецькою назвою Тестама (Testama). У той час вона належала Езель-Віцькому єпископу. Після Лівонської війни в 16 ст. маєток отримав у власність фон Курселль. У 17-19 століттях миза належала родині фон Гельмерсенів. У 1831 році маєток придбав Сталь фон Гольштейн. 1919 року миза Тистамаа була націоналізована, а з 1921 року в головній будівлі садиби розміщувалась Тистамааська середня школа.
Сучасна двоповерхова головна будівля маєтку була побудована в 1804 році в стилі раннього класицизму. Систематичні реставраційні роботи почались з 1996 року. Під час реставрації 1997 року на стелі будинку були знайдені оригінальні фрески. Масштабна реставрація була проведена в 2004 році. У головній будівлі садиби розташовується музей Тистамаа.
На території колишнього маєтку зберігається історичне кладовище, яке у 1998 році занесене до реєстру культурної спадщини Естонії як археологічна пам'ятка.

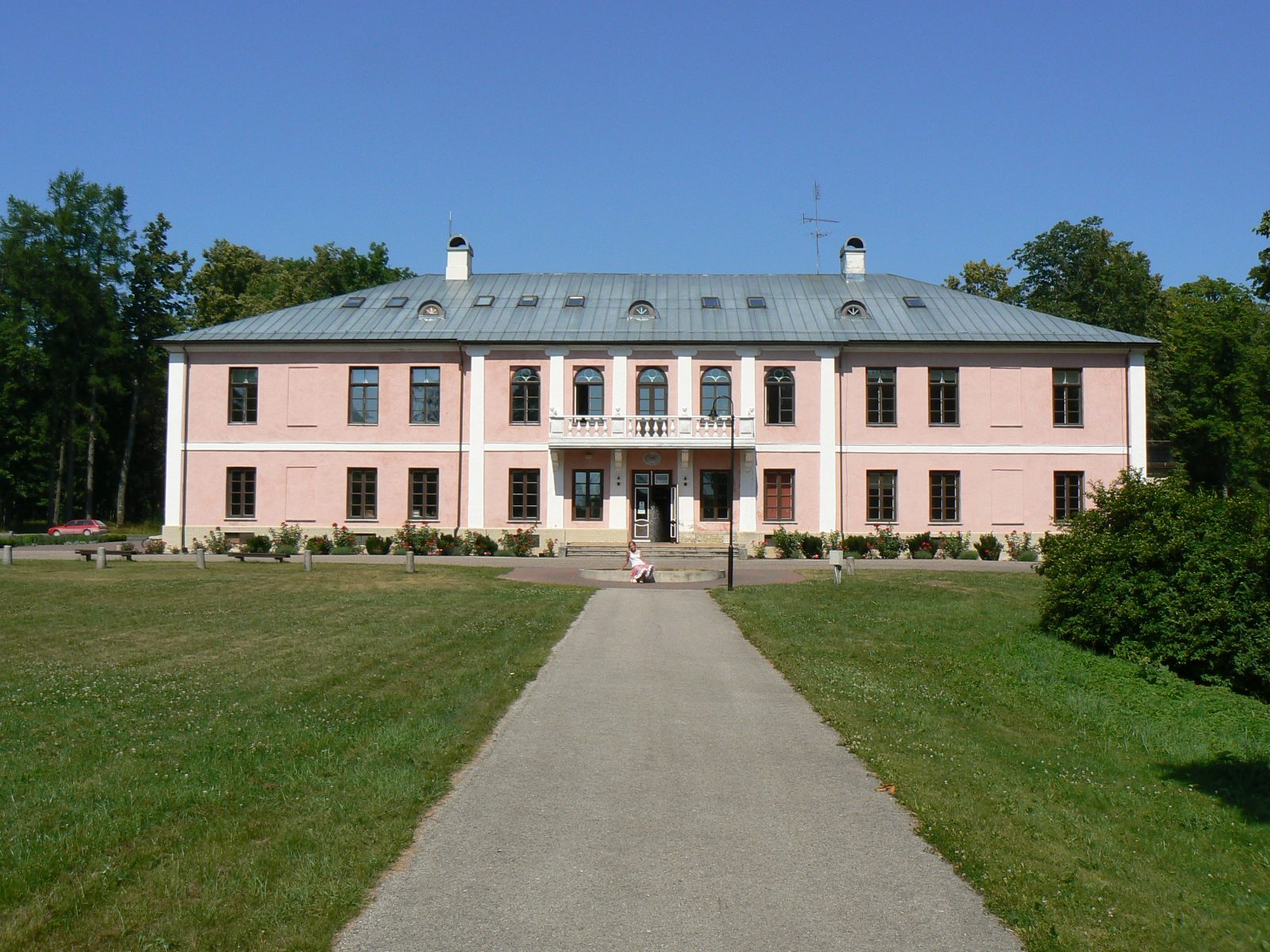
Головна будівля маєтку
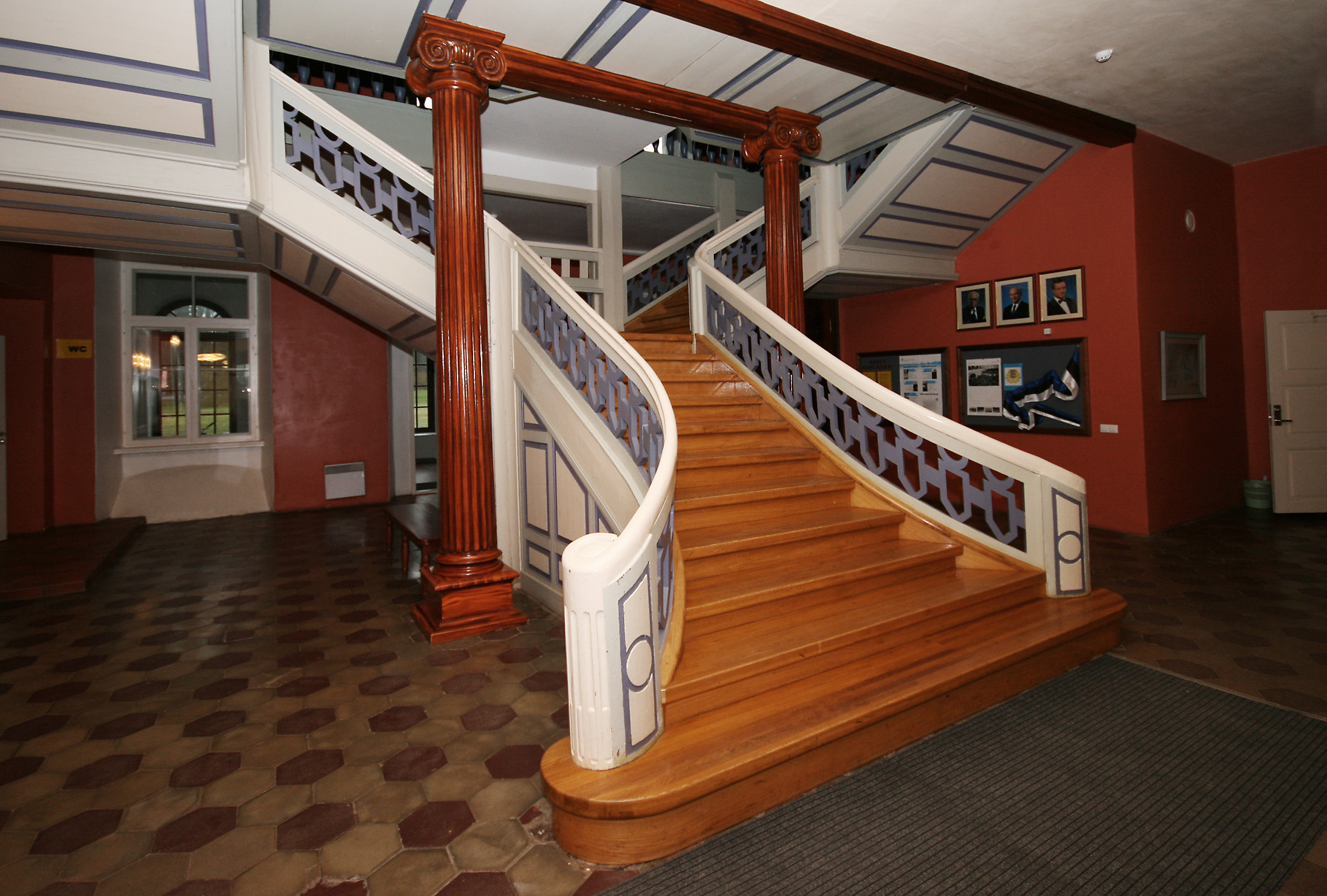
Внутрішні сходи в будинку
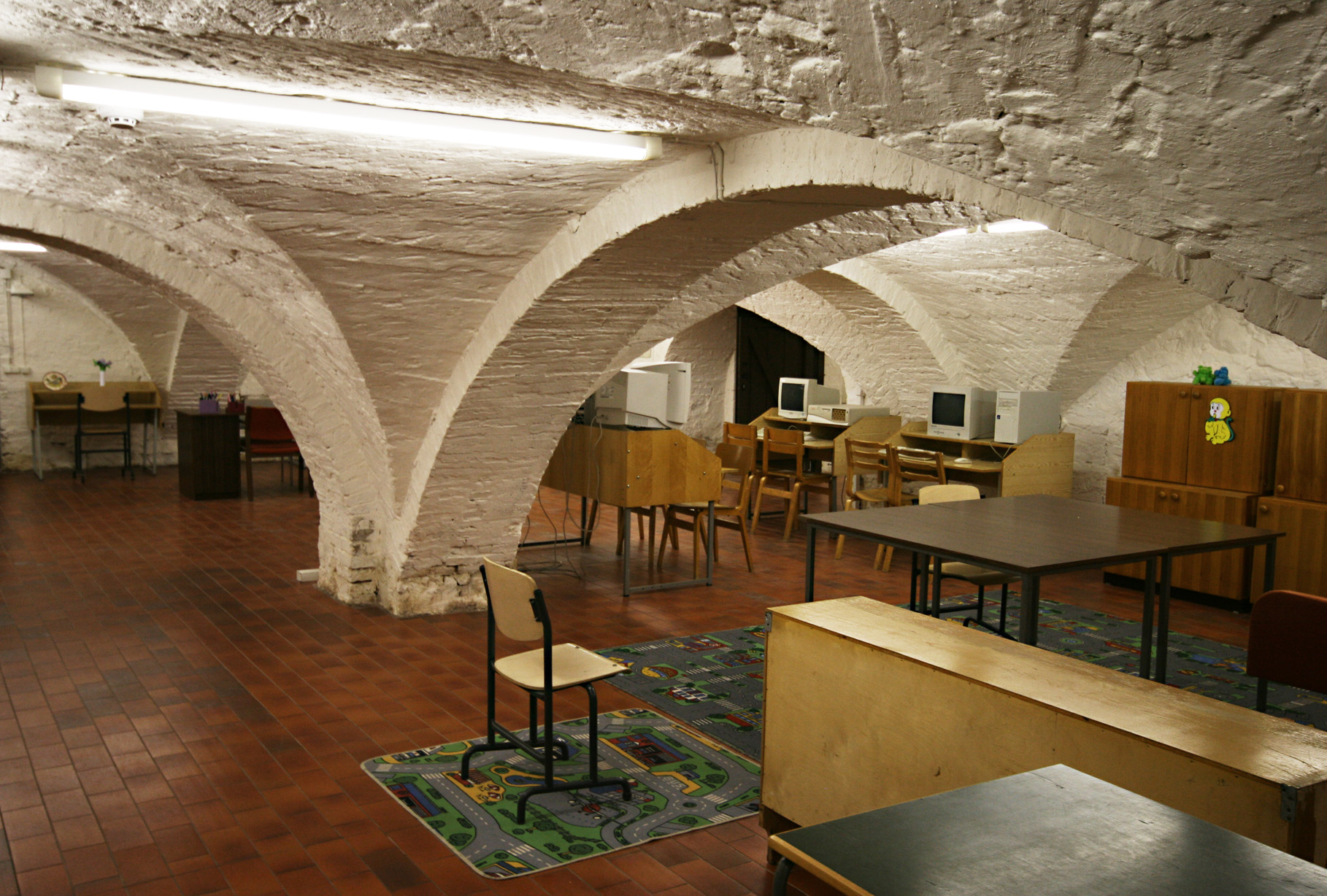
Підвал в особняку
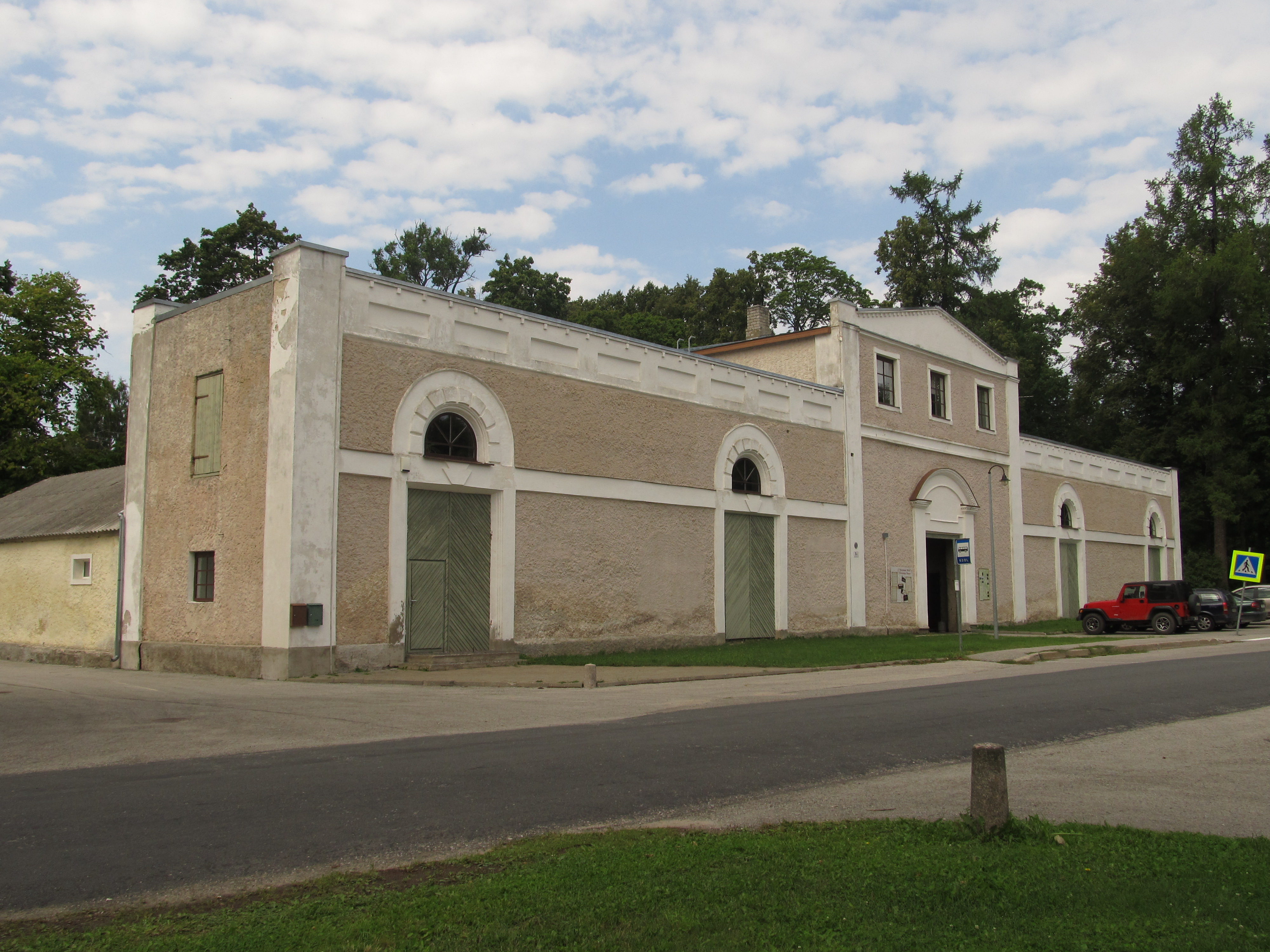
Конюшня маєтку

### Церква Святої Марії
Лютеранська церква Святої Марії (Tõstamaa Maarja kirik), що розташовується в селищі, була побудована в 1763—1768 роках. У 1998 році будівля церкви як пам'ятник архітектури занесена до реєстру культурної спадщини Естонії.

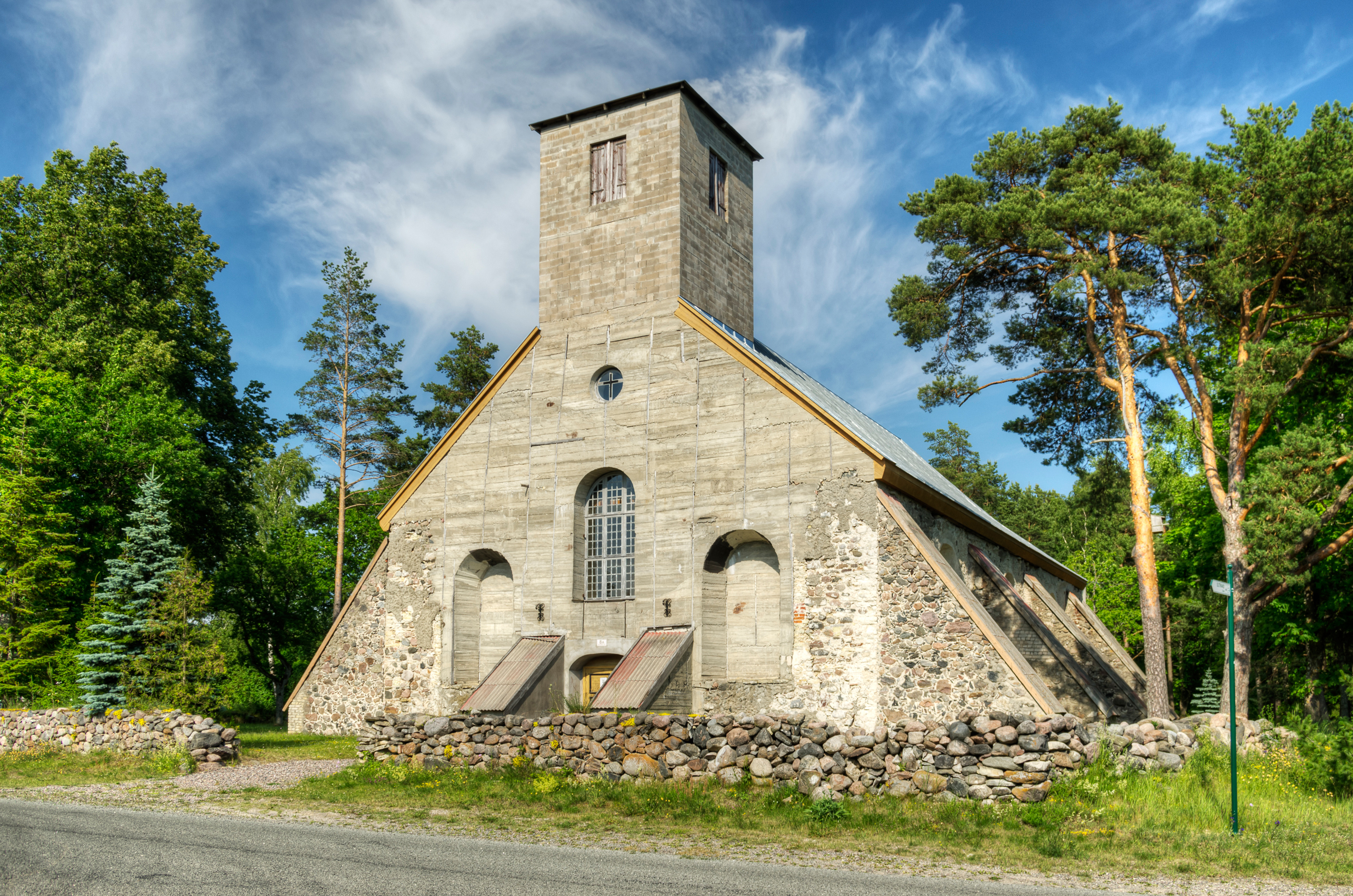
Церква Святої Марії
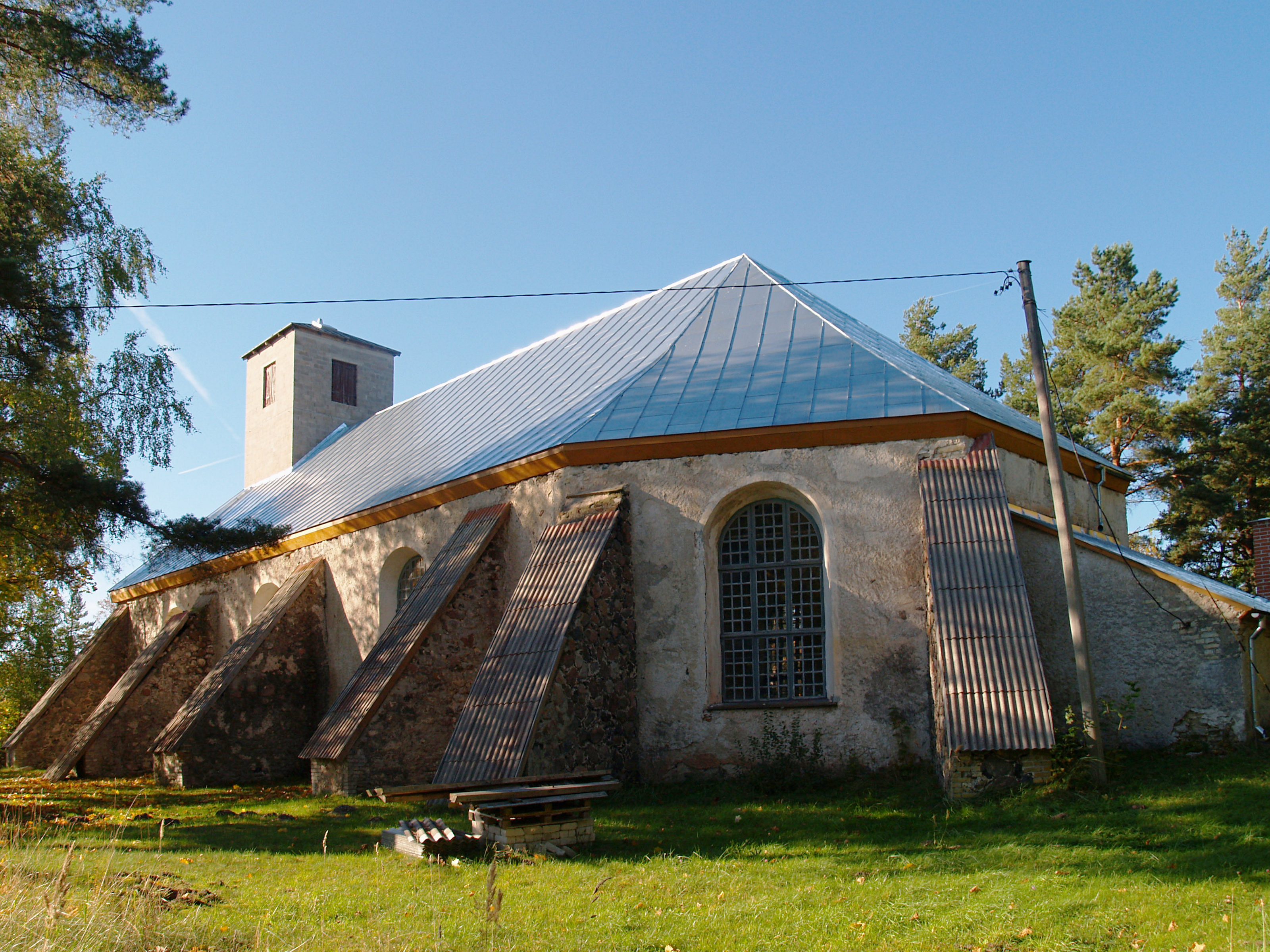
Церква Святої Марії
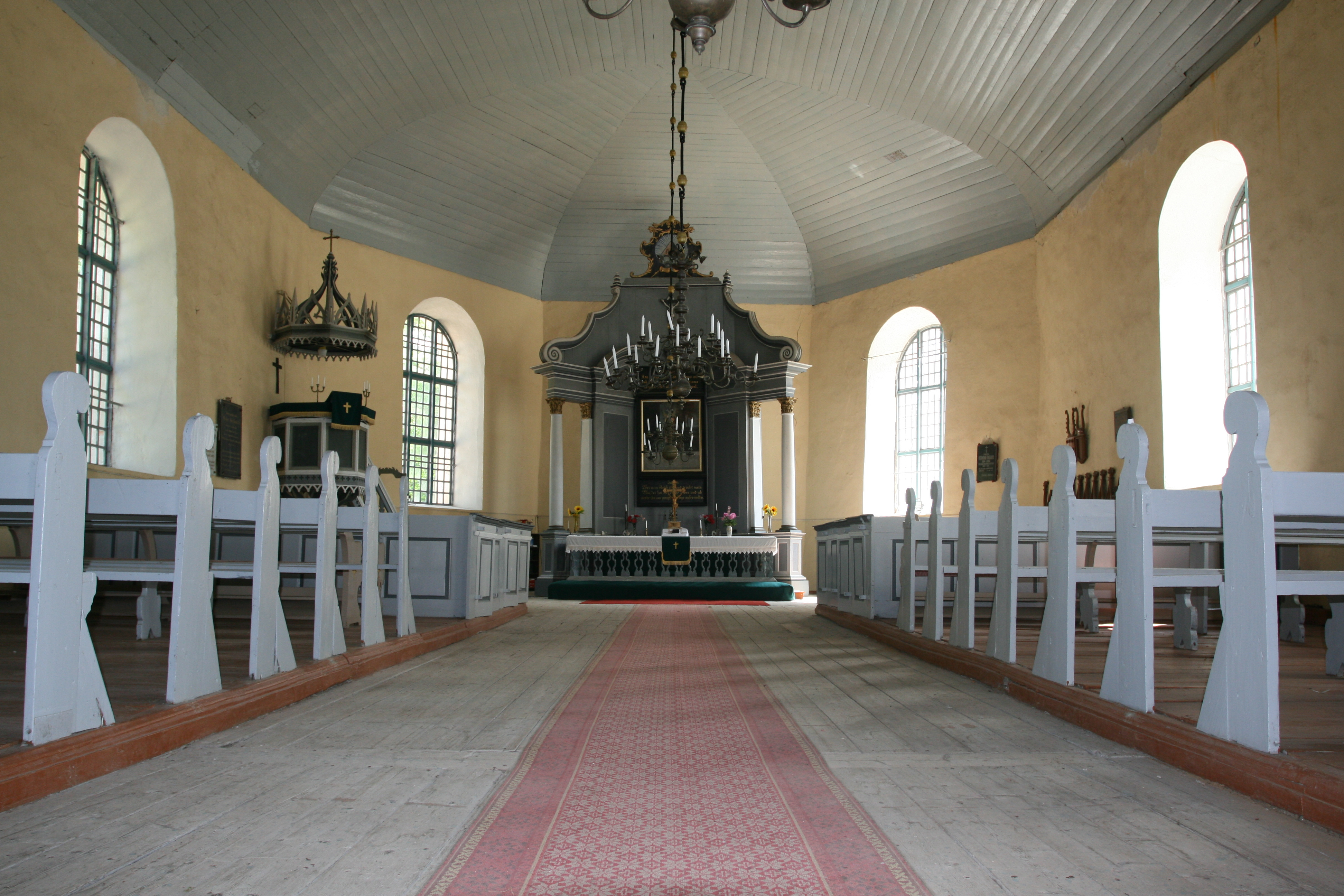
Внутрішнє вбрання церкви

## Видатні особи
У Тистамаа народився естонський композитор класичної музики Артур Урітамм (1901—1982).

## Галерея

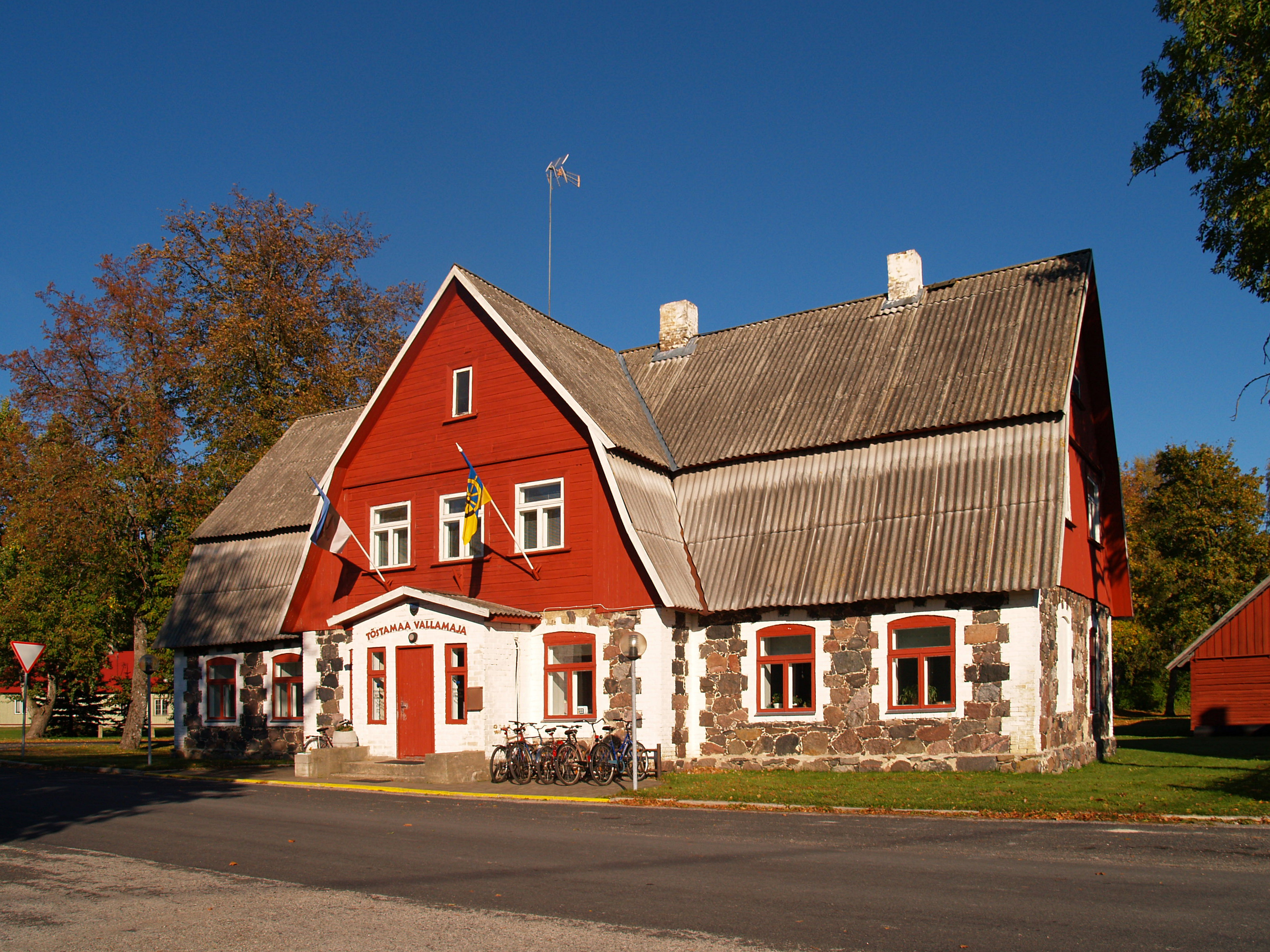
Волосна управа
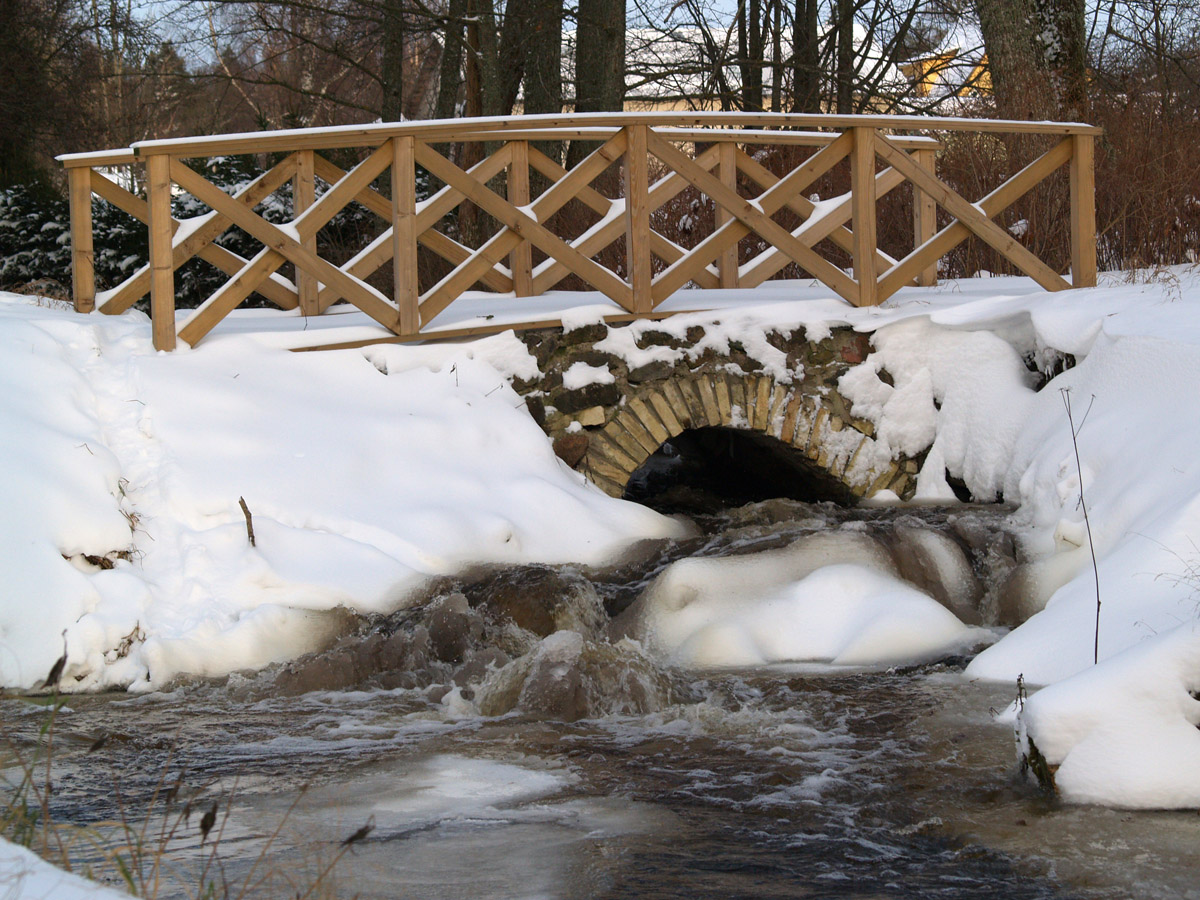
Річка Тистамаа
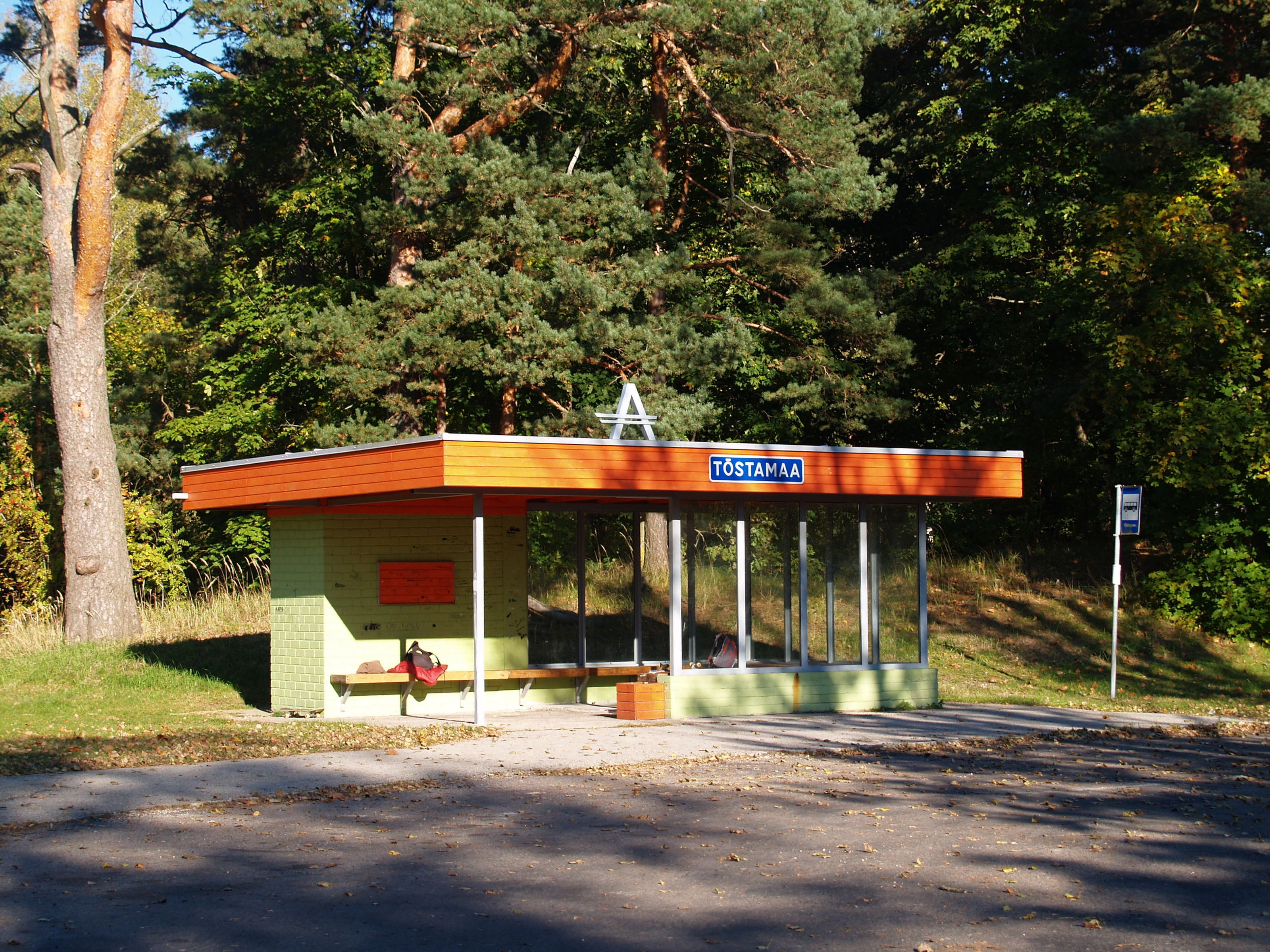
Автобусна зупинка